# Katsuhiko Nishijima
Katsuhiko Nishijima (jap. 西島 克彦, Nishijima Katsuhiko; * 4. Februar 1960 in Funabashi, Präfektur Chiba, Japan) ist ein japanischer Anime-Regisseur. Nebenbei war und ist er auch als Drehbuchautor tätig.
Unter Fanservice-Fans zählt er zu den bekanntesten Regisseuren, weil in den meisten seiner Werke, die für Studio Fantasia entstanden, Etchi-Szenen (besonders Panty Shots) im Vordergrund stehen.

## Filmografie (Regie)

### Fernsehserien
- 2001: Najica

### OVA
- 1990: A-ko The VS: Grey Side/Blue Side
- 1991: Honō no Tenkōsei
- 1993: Kōryū Densetsu Villgust
- 1995: Sotsugyō – Graduation
- 1995: Megami Paradise
- 1997: AIKa
- 2000: Honō no Labyrinth
- 2003: Lingeries (pornografisch)
- 2005: Kirameki Project
- 2007: AIKa R-16: Virgin Mission
- 2010: G-taste (pornografisch)
- 2011: Mahō Shōjo Erena (pornografisch)
- 2011: In’yōchū: Etsu (pornografisch)
- 2013: Nozoki Ana

### Kinofilme
- 1986–1990: Project A-ko (vier Teile)